# San Luis del Palmar
San Luis del Palmar es una ciudad argentina,  capital del departamento San Luis del Palmar, provincia de Corrientes. Se encuentra a 30 kilómetros de la Ciudad de Corrientes, aunque no integra oficialmente el Gran Corrientes.  
Actualmente es un centro urbano con bastante crecimiento tanto poblacional como edilicio, cuenta con escuelas primarias y secundaria, un hospital zonal y un centro de atención para enfermos mentales.

## Población
Cuenta con 12 287 habitantes (Indec, 2010), lo que representa un incremento del 15% frente a los 10 644 habitantes (Indec, 2001) del censo anterior.
| Gráfica de evolución demográfica de San Luis del Palmar entre 1991 y 2010 |
|                                                                           |
| Fuente: Censos nacionales del INDEC                                       |

## Parroquias católicas en San Luis del Palmar
| Arquidiócesis | Corrientes              |
| ------------- | ----------------------- |
| Parroquia     | San Luis Rey de Francia |

cuenta también con 3 Iglesias Evangélicas